# Cuicatec
El cuicatec és un idioma parlat pels cuicatecs a les viles de San Pedro Teutila i San Juan Tepeuxila, al centre de la serra mare oriental de l'Estat d'Oaxaca. Aquesta llengua, juntament amb el mixteca i el triqui, formen el grup mixteca i aquesta al gran tronc otomang. Compta amb aproximadament 12.610 parlants S'estan emetent programes de ràdio en cuicatec a l'emissora XEOJN, situada a San Lucas Ojitlán, Oaxaca, sota el patrocini de la CDI.

## Etimologia de Cuicatlan
Cuicatlan és un exònim nahua que significa 'Lloc de la teca', el nom original d'aquest lloc en llengua cuicatec és Yabaham 'casa de terra' (autònim). Al poble cuicatec també se l'anomena Nduudu yu.

## Variants
L'Instituto Nacional de Lenguas Indígenas (INALI), revela en la seva catalogo de llengües indígenes que hi ha tres variants, que són: 
- dibaku, cuicatec central
- duaku, cucatec septentrional
- dubaku, cuicatec oriental

No obstant això Ethnologue registra només dues variants:
- Cuicatec de Tepeuxila
- Cuicatec de Teutila

## Característiques
L'idioma cuicatec s'escriu amb l'alfabet llatí juntament amb alguns diacrítics per marcar els tons. Segons Basauri (1990), el cuicatec és una llengua polisintètica, és a dir, compta amb arrels entorn de les quals s'agrupen altres paraules i partícules per matisar el significat. El cuicatec també és una llengua tonal i compta amb 3 tons:
To alt: cúú colobra
To mitjà: cu'u plat
To baix: cūū campana
El signe (') representa al saltillo o oclusiva glotal, oclusió o tancament instantani de les cordes vocals. Per exemple: 
'cūū aquest
cu'u plat
La nasalització es marca amb una n en superíndex. Per exemple:
yuun panotxa
chéen corral

## Vocabulari cuicatec

### Números
āmā un
uvi dos
inu tres
kūun quatre
xú'ún cinc